# Município de Wayne (condado de Warren, Ohio)
O município de Wayne (em inglês: Wayne Township) é um município localizado no condado de Warren no estado estadounidense de Ohio. No ano de 2010 tinha uma população de 8.180 habitantes e uma densidade populacional de 68,39 pessoas por km².

## Geografia
O município de Wayne encontra-se localizado nas coordenadas 39° 31′ 45″ N, 84° 04′ 28″ O. Segundo a Departamento do Censo dos Estados Unidos, o município tem uma superfície total de 119,6 km², da qual 116,15 km² correspondem a terra firme e (2,88 %) 3,45 km² é água.

## Demografia
Segundo o censo de 2010, tinha 8.180 habitantes residindo no município de Wayne. A densidade populacional era de 68,39 hab./km². Dos 8.180 habitantes, o município de Wayne estava composto pelo 97,42 % brancos, o 0,38 % eram afroamericanos, o 0,23 % eram amerindios, o 0,32 % eram asiáticos, o 0 04 % eram insulares do Pacífico, o 0,35 % eram de outras raças e o 1,26 % pertenciam a duas ou mais raças. Do total da população o 1,28 % eram hispanos ou latinos de qualquer raça.